# Upadek zbuntowanych aniołów (obraz Pietera Bruegla starszego)
Upadek zbuntowanych aniołów (niderl. De val der opstandige engelen) – obraz olejny niderlandzkiego malarza Pietera Bruegla, namalowany w 1562, w Antwerpii. Obecnie znajduje się w Królewskich Muzeach Sztuk Pięknych w Brukseli. Dzieło to ma wymiary 114 cm wysokości na 155 cm szerokości.

## Tło tematyczne
Tematyka obrazu nawiązuje do treści biblijnych mówiących o buncie części aniołów przeciwko Bogu. Najbardziej wymownym tekstem, dotyczącym tego faktu, jest następujący fragment Apokalipsy: I nastąpiła walka na niebie: Michał i jego aniołowie mieli walczyć ze Smokiem. I wystąpił do walki Smok i jego aniołowie, ale nie przemógł, i już się miejsce dla nich w niebie nie znalazło. I został strącony wielki Smok, Wąż starodawny, który się zwie diabeł i szatan, zwodzący całą zamieszkałą ziemię, został strącony na ziemię, a z nim strąceni zostali jego aniołowie. Opowiadanie to stanowi tło tematyczne obrazu.

## Opis
Inspiracją dla Bruegla był tryptyk Boscha Wóz z sianem. Bruegel nawiązuje do jego lewego skrzydła zatytułowanego Raj. I w jednym i w drugim przypadku upadli aniołowie wyobrażeni są jako spadające z nieba stwory. U Bruegla przeistaczają się one w insekty, ryby z odnóżami żab, dziwaczne ostrygi, czy skrzydlate gady. Większą część obrazu zajmują te właśnie stwory symbolizujące upadłych aniołów. Użyta kolorystyka również wskazuje na odwołanie się do stylu Boscha. W centralnej części malowidła widać św. Michała Archanioła z mieczem w ręku, ubranego w złotą zbroję, który strąca zbuntowane duchy w czeluści piekielne. Pomagają mu w tym aniołowie ubrani w białe szaty. Plątanina fantastycznych stworów budzi obrzydzenie, ale i ciekawość, gdyż w kreatywności Bruegel osiągnął tu szczyt swych umiejętności. Tłum upadłych aniołów może być nazwany pewnego rodzaju „antystworzeniem”, w znaczeniu antytezy stworzenia, które Bóg uznał za dobre.
Od strony formalnej można zauważyć, że mimo tłumu kłębiących się ciał, nie doznaje się wrażenia chaosu i braku przejrzystości. W geometrycznym użyciu linii i form mamy już do czynienia z zapowiedzią stylistyki baroku.